# Japonská cena
Japonská cena (japonsky: 日本国際賞) je ocenění, udílené lidem z celého světa, jejichž „originální a vynikající úspěchy v oblasti vědy a technologie jsou uznávány pro posunutí hranice lidských znalostí a slouží míru a prosperitě lidstva.“ Cena je udílena každoročně, a to v kategorii věda a technologie. Laureát získá certifikát o získání ocenění, pamětní medaili a finanční ohodnocení ve výši 50 milionů jenů.
Mezi její nositele patří například Vint Cerf, Efrajim Kacir, Albert Fert, Peter Grünberg, Benoît Mandelbrot či Tim Berners-Lee.